# Huécija
Huécija è un comune spagnolo situato nella comunità autonoma dell'Andalusia.

## Patrimonio Artístico
- Convento de los Agustinos
- Iglesia de la Anuciación Costruíta nel secolo XVI.
- Ermita de la Cruz